# Villanueva de la Serena
Villanueva de la Serena là một đô thị trong tỉnh Badajoz, Extremadura, Tây Ban Nha. Dân số 25.484 (2007).
.